# Czernidłówka pstra

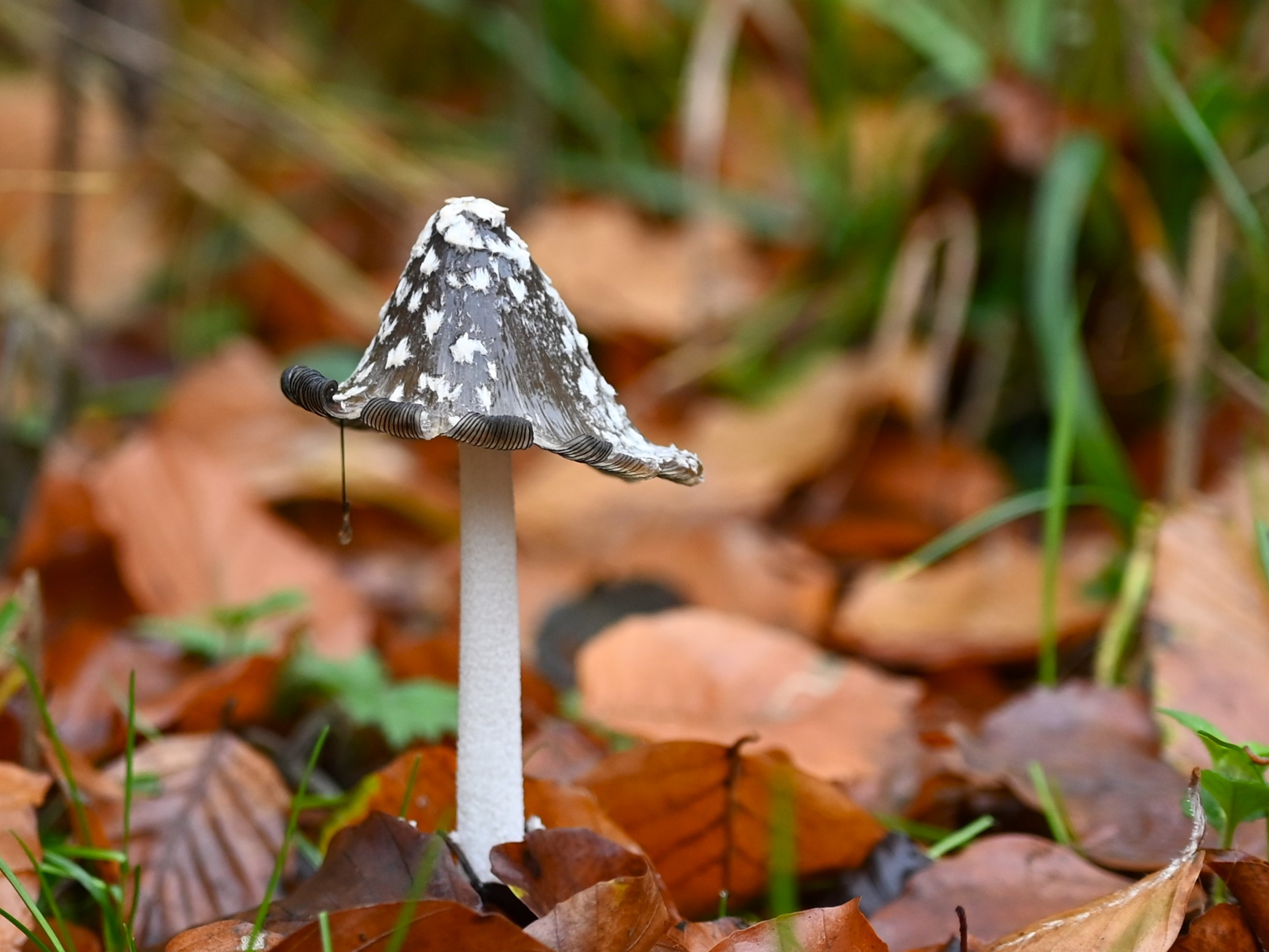
Starszy owocnik

Czernidłówka pstra, czernidłak pstry (Coprinopsis picacea (Bull.) Redhead, Vilgalys & Moncalvo) – gatunek grzybów należący do rodziny kruchaweczkowatych (Psathyrellaceae).

## Systematyka i nazewnictwo
Pozycja w klasyfikacji według Index Fungorum: Coprinopsis, Psathyrellaceae, Agaricales, Agaricomycetidae, Agaricomycetes, Agaricomycotina, Basidiomycota, Fungi.
Po raz pierwszy opisał go w 1785 r. Jean Baptiste François Pierre Bulliard nadając mu nazwę Agaricus picaceus. W 1821 r. Samuel Frederick Gray przeniósł go do rodzaju Coprinus. W wyniku badań filogenetycznych prowadzonych na przełomie XX i XXI wieku mykolodzy ustalili, że rodzaj Coprinus jest polifiletyczny i rozbili go na kilka rodzajów. Obecną, uznaną przez Index Fungorum nazwę nadali temu gatunkowi Alan Scott Redhead, Ryan. J.Vilgalys i Jean-Marc Moncalvo w 2001 r.
Synonimy:
- Agaricus picaceus Bull. 1785
- Coprinus picaceus (Bull.) Gray 1821
- Coprinus picaceus var. ebulbosus Peck 1891
- Coprinus picaceus (Bull.) Gray 1821 var. picaceus

Naukowa nazwa gatunkowa picacea pochodzi od sroki (Pica pica) i nawiązuje do pstrokatej barwy kapelusza. W 1965 r. Barbara Gumińska i Władysław Wojewoda dla synonimu Coprinus picaceus nadali polską nazwę czernidłak pstry. Po przeniesieniu do rodzaju Coprinellus nazwa ta stała się niespójna z obecną nazwą naukową. W 2025 r. Komisja ds. Polskiego Nazewnictwa Grzybów Polskiego Towarzystwa Mykologicznego zarekomendowała dla rodzaju Coprinopsis nazwę czernidłówka.

## Morfologia
KapeluszW okresie dojrzałości osiąga średnicę 3–7 cm średnicy i wysokość 7–12 cm. Początkowo jest jajowaty, potem dzwonkowaty, następnie jego brzegi odwijają się na zewnątrz i w typowy dla czernidłaków sposób owocnik czernieje i podczas dojrzewania rozpływa się w czarną ciecz. Powierzchnia bardzo ciemna, szarobrązowa, błyszcząca, pokryta srebrzystobiałymi włókienkami, które rozdzielają się na plamy w miarę rozszerzania się kapelusza.
BlaszkiWolne lub nieco przyrośnięte, gęste, początkowo białe, potem czerwonawe, a następnie czarne i zamieniające się w czarną ciecz.
TrzonWysokość 10–20 cm, średnica 0,7–1,5 cm, cylindryczny z bulwiastą podstawą, pusty. Powierzchnia biała, kłaczkowata.
Cechy mikroskopoweWysyp zarodników czarny. Zarodniki elipsoidalne, gładkie 13–19 × 9–12 µm; z centralną porą rostkową.

## Występowanie
Występuje w Europie, Ameryce Północnej, Afryce, południowo-wschodniej Azji. W. Wojewoda w 2003 r. w swoim opracowaniu podaje 7 stanowisk czernidłaka pstrego na terenie Polski. Liczne i bardziej aktualne stanowiska podaje internetowy atlas grzybów. Czernidłak pstry znajduje się na Czerwonej liście roślin i grzybów Polski. Ma status V – gatunek narażony, który zapewne wkrótce przesunie się do kategorii wymierających, jeśli będą nadal działać czynniki zagrożenia.
Saprotrof. Występuje wśród opadłych liści w lasach, zwłaszcza bukowych, rzadziej pod dębami i grabami.